# Glasgow Football League
Ne doit pas être confondu avec Glasgow and West of Scotland Football League.
La Glasgow Football League (ou simplement Glasgow League) était une compétition de football organisée en Écosse de 1895 à 1906 (avec une interruption de 1899 à 1904 où elle est remplacée par l'Inter City Football League). Il s'agissait d'une compétition qui venait en complémentt du championnat d'Écosse organisé par la Scottish Football League, dans le but d'augmenter le nombre de matches disputés et ainsi les recettes de billetterie. 

## Membres
- Celtic : 1895-1899 puis 1904-1906
- Clyde : 1898-1899 puis 1905-1906
- Partick Thistle : 1896-1899 puis 1904-1906
- Queen's Park : 1895-1899 puis 1904-1906
- Rangers : 1895-1899 puis 1904-1906
- Third Lanark : 1895-1899 puis 1904-1906

## Champions
- 1895-96 : Rangers
- 1896-97 : Queen's Park
- 1897-98 : Rangers
- 1898-99 : Celtic
- 1904-05 : Third Lanark
- 1905-06 : Third Lanark

## Saisons

### 1895-96
| Rang | Équipe       | Pts | J | G | N | P | Bp | Bc | Diff |  | Résultats (▼ dom., ► ext.) | Celt | Quee | Rang | Thir |
| ---- | ------------ | --- | - | - | - | - | -- | -- | ---- |  | -------------------------- | ---- | ---- | ---- | ---- |
| 1    | Rangers      | 9   | 6 | 4 | 1 | 1 | 22 | 11 | +11  |  | Celtic                     |      | 0-3  | 3-2  | 1-2  |
| 2    | Celtic       | 7   | 6 | 3 | 1 | 2 | 12 | 11 | +1   |  | Queen's Park               | 1-2  |      | 1-2  | 0-2  |
| 3    | Third Lanark | 6   | 6 | 3 | 0 | 3 | 12 | 15 | -3   |  | Rangers                    | 2-2  | 7-2  |      | 6-2  |
| 4    | Queen's Park | 2   | 6 | 1 | 0 | 5 | 8  | 17 | -9   |  | Third Lanark               | 1-4  | 4-1  | 1-3  |      |

### 1896-97
| Rang | Équipe       | Pts | J | G | N | P | Bp | Bc | Diff |  | Résultats (▼ dom., ► ext.) | Celt | Clyd | Quee | Rang | Thir |
| ---- | ------------ | --- | - | - | - | - | -- | -- | ---- |  | -------------------------- | ---- | ---- | ---- | ---- | ---- |
| 1    | Queen's Park | 13  | 8 | 6 | 1 | 1 | 23 | 10 | +13  |  | Celtic                     |      | 2-0  | 0-4  | 1-1  | 3-1  |
| 2    | Rangers      | 10  | 8 | 4 | 2 | 2 | 23 | 10 | +13  |  | Clyde                      | 0-8  |      | 5-0  | 0-7  | 2-2  |
| 3    | Celtic       | 9   | 8 | 4 | 1 | 3 | 15 | 11 | +4   |  | Queen's Park               | 2-0  | 3-1  |      | 1-1  | 4-2  |
| 4    | Third Lanark | 5   | 8 | 2 | 1 | 5 | 18 | 25 | -7   |  | Rangers                    | 3-0  | 4-0  | 0-3  |      | 4-1  |
| 5    | Clyde        | 3   | 8 | 1 | 1 | 6 | 10 | 33 | -23  |  | Third Lanark               | 0-1  | 7-2  | 1-6  | 4-3  |      |

### 1897-98
| Rang | Équipe       | Pts | J | G | N | P | Bp | Bc | Diff |  | Résultats (▼ dom., ► ext.) | Celt | Clyd | Quee | Rang | Thir |
| ---- | ------------ | --- | - | - | - | - | -- | -- | ---- |  | -------------------------- | ---- | ---- | ---- | ---- | ---- |
| 1    | Rangers      | 12  | 8 | 6 | 0 | 2 | 27 | 15 | +12  |  | Celtic                     |      | 3-0  | 3-4  | 3-2  | 4-3  |
| 2    | Queen's Park | 11  | 8 | 5 | 1 | 2 | 23 | 17 | +6   |  | Clyde                      | 3-1  |      | 0-4  | 3-2  | 3-1  |
| 3    | Celtic       | 7   | 8 | 3 | 1 | 4 | 21 | 22 | -1   |  | Queen's Park               | 4-2  | 4-3  |      | 2-4  | 1-1  |
| 4    | Clyde        | 6   | 8 | 3 | 0 | 5 | 16 | 24 | -8   |  | Rangers                    | 4-3  | 5-3  | 2-0  |      | 3-1  |
| 5    | Third Lanark | 4   | 8 | 1 | 2 | 5 | 14 | 23 | -9   |  | Third Lanark               | 2-2  | 4-1  | 2-4  | 0-5  |      |

### 1898-99
| Rang | Équipe          | Pts | J  | G | N | P | Bp | Bc | Diff |  | Résultats (▼ dom., ► ext.) | Celt | Clyd | Part | Quee | Rang | Thir |
| ---- | --------------- | --- | -- | - | - | - | -- | -- | ---- |  | -------------------------- | ---- | ---- | ---- | ---- | ---- | ---- |
| 1    | Celtic          | 18  | 10 | 8 | 2 | 0 | 30 | 12 | +18  |  | Celtic                     |      | 2-1  | 3-0  | 2-2  | 4-1  | 2-1  |
| 2    | Rangers         | 15  | 10 | 6 | 3 | 1 | 28 | 15 | +13  |  | Clyde                      | 2-5  |      | 3-4  | 1-2  | 1-3  | 5-2  |
| 3    | Queen's Park    | 10  | 10 | 4 | 2 | 4 | 19 | 17 | +2   |  | Partick Thistle            | 1-3  | 5-1  |      | 1-3  | 2-8  | 0-3  |
| 4    | Third Lanark    | 9   | 10 | 4 | 1 | 5 | 15 | 16 | -1   |  | Queen's Park               | 1-5  | 0-1  | 4-0  |      | 3-4  | 2-0  |
| 5    | Clyde           | 4   | 10 | 2 | 0 | 8 | 17 | 30 | -13  |  | Rangers                    | 1-1  | 4-1  | 4-1  | 1-1  |      | 0-0  |
| 6    | Partick Thistle | 4   | 10 | 2 | 0 | 8 | 14 | 33 | -19  |  | Third Lanark               | 2-3  | 3-1  | 1-0  | 2-1  | 1-2  |      |

### Intermède de 1899 à 1904
En 1899, Heart of Midlothian et Hibernian, qui jouaient jusqu'alors en East of Scotland League, se joignirent au Celtic, Queen's Park, Rangers et Third Lanark pour former une nouvelle ligue, l'Inter City Football League, ce qui causa l'arrêt de la Glasgow League.
Toutefois, en 1904, les clubs de Glasgow décidèrent de quitter l'Inter City Football League et de reformer la Glasgow Football League.

### 1904-05
| Rang | Équipe          | Pts | J | G | N | P | Bp | Bc | Diff |  | Résultats (▼ dom., ► ext.) | Celt | Part | Quee | Rang | Thir |
| ---- | --------------- | --- | - | - | - | - | -- | -- | ---- |  | -------------------------- | ---- | ---- | ---- | ---- | ---- |
| 1    | Third Lanark    | 11  | 8 | 5 | 1 | 2 | 15 | 8  | +7   |  | Celtic                     |      | 3-3  | 0-1  | 0-2  | 2-1  |
| 2    | Rangers         | 9   | 8 | 4 | 1 | 3 | 15 | 10 | +5   |  | Partick Thistle            | 2-1  |      | 0-1  | 1-0  | 1-2  |
| 3    | Partick Thistle | 7   | 8 | 3 | 1 | 4 | 21 | 22 | -1   |  | Queen's Park               | 2-2  | 2-0  |      | 0-2  | 1-3  |
| 4    | Queen's Park    | 7   | 8 | 3 | 1 | 4 | 9  | 12 | -3   |  | Rangers                    | 1-2  | 3-4  | 3-2  |      | 0-0  |
| 5    | Celtic          | 6   | 8 | 2 | 2 | 4 | 10 | 14 | -4   |  | Third Lanark               | 2-0  | 3-0  | 2-0  | 1-4  |      |

### 1905-06
Pour cette dernière saison, les équipes ne s'affrontaient qu'une seule fois.
| Rang | Équipe          | Pts | J | G | N | P | Bp | Bc | Diff |  | Résultats (▼ dom., ► ext.) | Celt | Clyd | Part | Quee | Rang | Thir |
| ---- | --------------- | --- | - | - | - | - | -- | -- | ---- |  | -------------------------- | ---- | ---- | ---- | ---- | ---- | ---- |
| 1    | Third Lanark    | 8   | 5 | 4 | 0 | 1 | 5  | 1  | +4   |  | Celtic                     |      | X    | X    | 2-0  | 0-3  | 0-1  |
| 2    | Rangers         | 7   | 5 | 3 | 1 | 1 | 7  | 2  | +5   |  | Clyde                      | 1-0  |      | 0-2  | X    | 0-0  | 0-1  |
| 3    | Clyde           | 5   | 5 | 2 | 1 | 2 | 4  | 5  | -1   |  | Partick Thistle            | 2-8  | X    |      | X    | X    | X    |
| 4    | Celtic          | 4   | 5 | 2 | 0 | 3 | 10 | 7  | +3   |  | Queen's Park               | X    | 2-3  | 2-0  |      | 0-3  | X    |
| 5    | Partick Thistle | 4   | 5 | 2 | 0 | 3 | 5  | 11 | -6   |  | Rangers                    | X    | X    | 1-0  | X    |      | 0-2  |
| 6    | Queen's Park    | 2   | 5 | 1 | 0 | 4 | 4  | 9  | -5   |  | Third Lanark               | X    | X    | 0-1  | 1-0  | X    |      |